# Stazione di Roccabernarda
Stazione di Roccabernarda vasútállomás Olaszországban, Belcastro településen.

## Vasútvonalak
Az állomást az alábbi vasútvonalak érintik:
- Jonica-vasútvonal

## Kapcsolódó állomások
A vasútállomáshoz az alábbi állomások vannak a legközelebb:
- Stazione di Botricello
- Stazione di Cutro